# Giuliano Oberti
Giuliano Oberti (nascido em 22 de junho de 1901) foi um marinheiro italiano. Ele competiu nos 6 metros mistos nos Jogos Olímpicos de Verão de 1928 e 1936.